# Pholidoscelis corvinus
Pholidoscelis corvinus (сомбрерська амейва) — вид ящірок родини теїдових (Teiidae). Ендемік Ангільї.

## Опис
Дорослі сомбрерські амейви мають коричневе або чорне забарвлення, нижня частина тіла у них темно-зелена або чорна, поцяткована блакитними плямками. На хвості іноді є зелені плями. У самців на спині є коричневі плями, голова більш коричнева. Їх довжина (без врахування хвоста) становить 133 мм. Самиці значно менші за самців.

## Поширення і екологія
Сомбрерські амейви є ендеміками невеликого острова Сомбреро, найпівнічнішого в групі Малих Антильських островів. Вони живуть в сухих кактусових заростях. Живляться пташиними яйцями.

## Збереження
МСОП класифікує цей вид як такий, що перебуває на межі зникнення. За оцінками дослідників, популяція Pholidoscelis corvinus становить 396-461 особин. Їм загрожують руйнівні урагани та збільшення чисельності інвазивних мишей.